# Los girasoles ciegos
Los girasoles ciegos is een Spaanse film uit 2008, geregisseerd door José Luis Cuerda.

## Verhaal
De film speelt zich af in Ourense tijdens het naoorlogse Spanje van Franco. Elena Vadillo (Maribel Verdú) woont samen met haar zoontje Lorenzo en dochter Elenita in een appartement. Haar man Ricardo (Javier Cámara) wordt vanwege zijn ideeën gezocht door de politie, en zit ondergedoken in een geheime kamer. De zwangere Elenita staat op het punt naar Portugal te vluchten met haar vriend Lalo, die ook gezocht wordt. Het wordt niet makkelijker wanneer Salvador (Raúl Arévalo), een gedesoriërenteerde diaken en tevens docent van Lorenzo, geobsedeerd raakt door Elena.

## Rolverdeling
| Acteur           | Personage |
| ---------------- | --------- |
| Maribel Verdú    | Elena     |
| Javier Cámara    | Ricardo   |
| Raúl Arévalo     | Salvador  |
| Roger Príncep    | Lorenzo   |
| José Ángel Egido | Rector    |
| Martíno Rivas    | Lalo      |
| Irene Escolar    | Elenita   |

## Ontvangst

### Prijzen en nominaties
De film werd genomineerd voor 15 Premios Goya, waarvan de film er één won.
| Jaar | Prijs                           | Categorie                | Genomineerde                                       | Resultaat   |
| ---- | ------------------------------- | ------------------------ | -------------------------------------------------- | ----------- |
| 2009 | Premios Goya (23ste uitreiking) | Beste film               | Los girasoles ciegos                               | Genomineerd |
| 2009 | Premios Goya (23ste uitreiking) | Beste regisseur          | José Luis Cuerda                                   | Genomineerd |
| 2009 | Premios Goya (23ste uitreiking) | Beste acteur             | Raúl Arévalo                                       | Genomineerd |
| 2009 | Premios Goya (23ste uitreiking) | Beste actrice            | Maribel Verdú                                      | Genomineerd |
| 2009 | Premios Goya (23ste uitreiking) | Beste mannelijke bijrol  | José Ángel Egido                                   | Genomineerd |
| 2009 | Premios Goya (23ste uitreiking) | Beste debuterend acteur  | Martiño Rivas                                      | Genomineerd |
| 2009 | Premios Goya (23ste uitreiking) | Beste bewerkt scenario   | Rafael Azcona, Jose Luis Cuerda                    | Gewonnen    |
| 2009 | Premios Goya (23ste uitreiking) | Beste camerawerk         | Hans Burmann                                       | Genomineerd |
| 2009 | Premios Goya (23ste uitreiking) | Beste montage            | Nacho Ruiz Capillas                                | Genomineerd |
| 2009 | Premios Goya (23ste uitreiking) | Beste enscenering        | Balter Gallart                                     | Genomineerd |
| 2009 | Premios Goya (23ste uitreiking) | Beste productieontwerp   | Emiliano Otegui                                    | Genomineerd |
| 2009 | Premios Goya (23ste uitreiking) | Beste geluid             | Ricardo Steinberg, María Steinberg, Alfonso Raposo | Genomineerd |
| 2009 | Premios Goya (23ste uitreiking) | Beste kostuums           | Sonia Grande                                       | Genomineerd |
| 2009 | Premios Goya (23ste uitreiking) | Beste grime en haarstijl | Silvie Ymbert, Fermín Galán                        | Genomineerd |
| 2009 | Premios Goya (23ste uitreiking) | Beste filmmuziek         | Lucio Godoy                                        | Genomineerd |